# 나지형
나지형(1983년 5월 8일 ~ )은 대한민국의 성우이다. 2002년 KBS에 입사했으며, 현재는 KBS 29기이다. 한국방송 성우극회 소속.

## 주요 출연작품

### 애니메이션
- 크러시기어 니트로 (재능TV) - 만수
- 뱀파이어 헌터 OVA (애니박스) - 소년1
- 라즐로 캠프 (카툰네트워크)
- 내 짝꿍은 원숭이 (카툰네트워크) - 슬립스
- 이기 알버클 (카툰네트워크) - 키라

### 영화
- 사이더 하우스 (KBS) - 퍼지(에릭 퍼 설리번)
- 알츠하이머 케이스 (KBS) - 린다(힐데 드 배르데매커)
- 울어야 사는 여자 (KBS) - 봉 (줄리오 파체코)
- 재회 (KBS)
- 엘리트 스쿼드 (KBS) - 로베르타(페르난다 디 프레이타스)
- 영화소년 샤오핑 (KBS) - 밍밍(장호기)
- 낫싱 엘스 (KBS)

### 외화
- 블라인드 저스티스 (KBS)
- 닥터 후 (KBS) - 맨디
- 워리어스 (KBS) - 스파르타쿠스의 아내(나디아 부세타)

### 방송
- KBS 무대 10년(아빠는 출장중) (KBS 제2라디오)
- 소녀시대 헬로베이비(해설자)